# Crystal Lake (Floryda)
Crystal Lake – jednostka osadnicza w Stanach Zjednoczonych, w stanie Floryda, w hrabstwie Polk.